# 5 Плюх
5 Плюх (настоящее имя — Дмитрий Константинович Деньщиков; род. 19 июня 1983, Москва) — российский рэпер, участник рэп-группы F.Y.P.M. и переводчик. Бывший участник андеграунд-рэп-групп «43 градуса» и MosSquad. Основатель собственного лейбла «Третий Рим». Ранее записывался на «ЦАО Records».
Является одним из самых перспективных рэперов страны по версии сайта Rap.ru. С 2014 года до роспуска в феврале 2017 года — официальный участник лейбла «ЦАО Records».

## Биография

### Детство и знакомство с хип-хоп-культурой
Родился 19 июня 1983 года в Москве. В 5-летнем возрасте прослушивает домашнюю коллекцию пластинок, включающую в себя самые разнообразные жанры: от классики и эстрады до авангардного джаза и тяжёлого рока. С 1995 увлекается альтернативной музыкой, вплоть до первой поездки в Лондон, в конце 1997. Приобретает свои первые рэп-альбомы, которыми были Black Sunday группы Cypress Hill и Enter the Wu-Tang (36 Chambers) Wu-Tang Clan’а. По возвращении в Москву Дмитрий максимально углубляется в изучение рэп-культуры.
Зиму 1999 года Дима проводит в Париже, где знакомится с европейской хип-хоп-культурой. Вдохновлённый не только музыкой, но и уличным искусством, становится одним из райтеров команды 3DK и начинает отдавать предпочтение граффити и скейтборду занятиям в школе. В 2000 году будущий 5 Плюх начинает пробовать создавать собственную музыку с помощью простейших компьютерных программ.

### «43 градуса»: Начало рэп-карьеры
Вскоре он знакомится с приехавшим в Москву из Тбилиси Фантомасом 2000, с которым вместе в 2001-м образовывает свою первую группу «MosSquad». Зимой 2002-го они успешно выступают с первыми песнями на фестивале «Кофемолка» в Чебоксарах, выходят в финал конкурса, но из-за затянувшийся записи на местной студии на него опаздывают.
С помощью Лёши Француза (Alex Dee), 5 Плюх и Фантомас 2000 выпускают свой мини-журнал «Без Прав», продолжая изредка выступать на клубных мероприятиях самого различного уровня. Осенью 2003-го ребята знакомятся с Котом, с чего начинается новый этап их творчества, и образуется окончательный состав «43 градуса».
Первые совместные синглы — «Потерянная ритмика» и «Зарифмованная речь», записанные на оборудованной дома у 5 Плюх студии, выходит дебютный EP группы «43 градуса». Годом позже, 5 Плюх, почувствовав явную стилистическую разницу с товарищами по группе, решает далее работать над сольным проектом.

### 2004 — настоящее время: Fuck You Pay Me
Лето 2004-го 5 Плюх проводит в Крыму, где от своего друга Кости Ice’a получает свой творческий псевдоним. Оставшуюся часть года 5 Плюх живёт активной клубной жизнью, часто пересекаясь с DJ Nik-One, с которым быстро находит много общих позиций относительно рэп-музыки. В конце весны 2005-го они вместе едут в Прагу поддерживать в турне по Чехии группу «П−13», где и начинает реализовываться родившаяся полгода ранее идея оказывать друг другу взаимную творческую поддержку.
С приездом МС Молодого в сентябре, уже после распада «П-13», принимается решение о создании лейбла и одноимённого коллектива F.Y.P.M. (Fuck You Pay Me), на котором тогда и планировались к выпуску как сольные альбомы участников группы, так и совместные проекты, над которыми велась активная работа.
На сегодняшний день F.Y.P.M. — это тусовка музыкантов со схожими взглядами на музыку. В составе три участника: 5 Плюх, DJ Nik One, Мезза (ранее именовавшийся как Mezza Morta). MC Молодой, который погиб в 2009 году, так же является посмертным участником коллектива.
В период с 2006 по 2008 годы 5 Плюх сотрудничает с группой Centr. В 2007 году записывает с ними совместный трек «Легенды», который войдёт в их альбом «Качели». В 2008 году 5 Плюх записывает песню «Будни» совместно с Принципом, Slim’ом, Птахой, группой «ТАНDЕМ Foundation» и Стрижом. Песня войдёт во второй альбом группы Centr — «Эфир в норме».
В это же время 5 Плюх сотрудничает со Стрижом, Ноггано, АК-47 и Guf’ом. В частности, эти совместные работы изливаются в песни «Дождливая песня» и «Давай делай шире круг». 5 Плюх также участвовал в записи трека "Хип-Хоп" совместно с Detsl aka Le Truk и MC Молодой и Dj Nik-One.
5 Плюх в 2008 году был организатором концерта на свадьбе Guf’а и тогда ещё Айзы Вагаповой.
В 2010 году 5 Плюх выпустил совместный с DJ Nik One студийный альбом под названием 5.1. В записи альбома участвовали Лигалайз, Смоки Мо, Mezza Morta, Александр Панайотов и другие.
В январе 2011 года выходит альбом «ГлаЗ» сайд-проекта Купэ с одноимённым названием, в записи которого 5 Плюх принял непосредственное участие.
В 2011 году, ко второй годовщине смерти Антона Ионова, более известного как MC Молодой, выходит пока что единственный альбом Pay Day коллектива F.Y.P.M., записанный в период с 2006 по 2009 год, а в промежуток с 2009 по 2011 собираемый DJ Nik-One в цельную картину
После выхода альбома Pay Day Drago, в 2006 году на непродолжительное время входивший в состав F.Y.P.M., в твиттере дал ссылки на свой материал того времени для группы: это куплет к «Пьяной луне» и припев для «Интро» (тогда песня называлась «Pay Day»).
По состоянию на 2025 год, проживает в Аргентине. В 2024 году попал в аргентинскую тюрьму, но был выпущен под залог .

## Личная жизнь
Был женат на Ираде Хаит, певице и продюсере «Comedy Club Израиль». Есть сын. Болеет за московский «Спартак». Женат на Анастасии Михайлиди с 2019, ныне Деньщикова.

## Дискография

### Сольные студийные альбомы
- 2017 — «Абориген»

Совместные альбомы
- 2010 — «5.1» (совместно с DJ Nik-One)

В составе «43 градуса»
- 2005 — «Столкновение»

В составе F.Y.P.M
- 2011 — «Pay Day»

Совместные микс-тэйпы
- 2016 — «Разминка/Warm up» (совместно с Frase)

### Трибьюты и саундтреки
- 2009 — «Tribute to Michael Jackson» при уч. Mezza Morta, DJ Nik-One (Трибьют памяти Майкла Джексона)[8]
- 2013 — «Любовь в большом городе 3» (песня #Давайдосвидания)

### Синглы
- 2012 — «Бывшая» / «Правильно» (совместно со Slim’ом)
- 2012 — «#Давайдосвидания» (совместно с Тимати, ST, Nel, L’One, Jenee, Миша Крупин)
- 2012 — «Селяви» (совместно с «За Полк»)
- 2013 — «Так сильно» (совместно с Rene)
- 2015 — «Случай»

### Участие
- 2006 — Этажи (альбом группы «Дымовая Завеса»). Песни «06. Правильно», «12. На районе» (уч. «Константа»).
- 2007 — Город дорог (альбом Guf’а). Песня «17. Трамвайные пути (полная версия)».
- 2007 — Качели (альбом группы Centr). Песня «7. Легенды».
- 2008 — Эфир в норме (альбом группы Centr). Песня «3. Будни» (уч. Принцип, Стриж, «ТАНDEM Foundation»).
- 2009 — Гильзы. Патроны (альбом группы True Star). Песня «15. Улицы не любят слабых» (уч. Джи Вилкс, Dry Ice aka Наум Блик.
- 2009 — Нефть (альбом Dino MC 47). Песня «11. Глаголы» (уч. ST, Жиган).
- 2009 — В твоих руках (альбом Кнары). Песня «06. Мы вдвоём».
- 2009 — Весы (альбом Стрижа). Песня «15. Дождливая песня» (уч. Ноггано).
- 2009 — Посути (альбом Грубого Ниоткуда) Песня «12. Пыль» (уч. Тато).
- 2009 — Холодно (альбом Slim’а). Песня «16. Пока мы летаем».
- 2009 — Ни о чём (альбом Птахи). Песни «12. Молчание», «15. Это не больно».
- 2010 — Визави (альбом группы True Star). Песни «07. Банчат» (уч. Грубый Ниоткуда), «20. Бесконечный город».
- 2009 — Novi Den (совместный альбом Kadi & Zoit). Песня «02. Политики» (уч. ST).
- 2010 — Делюга (совместный макси-сингл Ромы Жигана и Trebala). Песня «07. Глаголы» (уч. Dino MC 47, ST).
- 2011 — «Отличай людей» (альбом Slim’а). Песня «18. Пазл» (уч. MC Молодой).
- 2011 — «Добро пожаловать во Владивосток» (микстейп Bess’а): Песня «08. Плохие парни» (уч. MC Молодой).
- 2011 — «Набор ассоциаций» (альбом Кравца). Песня «14. Без вранья».
- 2011 — «proDUCKtion кассета» (альбом DJ Nik-One). Песни «2. Забив» (уч. Словетский, Puno), «6. Никогда» (уч. Смоки Мо), «16. Не надо», «21. Проволочка» (уч. Джино).
- 2012 — «Весна-лето» (мини-альбом Slim’а). Песня «05. Бывшая (Правильно)».
- 2012 — «Сам и…» (альбом Guf’а). Песня «10. Мои демоны» (уч. Принцип, Apxi).
- 2013 — «EPзод 3» (мини-альбом группы «Новый Союз»). Песня «12. Заботы».
- 2014 — «Я говорю только тру» (альбом МС Молодого). Песня «8. Интеллигентный парень».
- 2024 — «FIRMAA 2» (альбом Murovei и DJ Cave). Песня «5. Community (ft. HASH TAG & Банг (РО)».

Участие на сборниках и микстейпах
- 2007 — «Hip-Hop для гурманов vol.1» (сборник VA/«ЦАО Records»). Песня «03. Тук-тук».
- 2007 — Vol.1 Number O.N.E (микстейп DJ Nik-One). Песни «01. Skit» (уч. MC Молодой), «Outro».
- 2008 — «Войны света vol. 1» (сборник VA/GLSS). Песни «1. Intro» и «10. Войны света здесь».
- 2008 — Mars Mic On (микстейп группы Marselle). Песня «7. 495 (Звонки)».
- 2008 — Piratka Mixtape (микстейп группы «Nonamerz»). Песня «2. Дождь (В Грузии)».
- 2008 — Poetry Nights (микстейп DJ Nik-One). Песни «06. Без Названия», «08. Сломай стены», «10. Хип-хоп» (уч. Le Truk, MC Молодой), «11. Умри, тоска», «13. All вand» (уч. Le Truk, ST, MC Молодой, Mezza Morta), «14. Под планом ВВП».
- 2009 — «Войны света vol. 2» (сборник VA/GLSS). Песни «1. Где бы ты ни был», «6. Не бойся», «10. Вы не знаете меня», «20. Глаголы», «2.20 Пить и дуть».
- 2009 — Saint P Phenomen (микстейп Смоки Мо и DJ Nik-One). Песня «06. Быть мной» (уч. Le Truk).
- 2009 — Looney Tunez (микстейп DJ Nik-One & Mezza Morta). Песня «21. Represent».
- 2009 — «Провокация» (микстейп группы «П-13» памяти MC Молодого)[9]. Песни «06. Тоска о потерянном рае, 09. Рабы рифмы».
- 2012 — «Не потеряй себя (The Best Of)» (сборник Стрижа). Песня «07. Дождливая песня» (уч. Ноггано).
- 2013 — «Хочу, чтоб были все друзья» (сборник 4atty aka Tilla). Песня «9. #курючитаюрэп» (уч. ST, Jenee).
- 2013 — 25 (сборник ST). Песня «25. Курю, читаю рэп» (уч. 4atty, Jenee).
- 2014 — Zloi Tape (микстейп битмейкера Capella). Песня «17. Где ты была этой ночью» (уч. M.Y.B.).
- 2014 — The Best (сборник Slim’a). Песня «22. Правильно».
- 2014 — Доза 1 (сборник Тато). Песня «15. Пыль» (уч. Грубый Ниоткуда).
- 2014 — «ЦАО Vol. 1» (сборник VA/«ЦАО Records»). Песня «15. Мыслиформы».
- 2015 — «ЦАО Vol. 2» (сборник VA/«ЦАО Records»). Песня «11. Скажи мне друг» (уч. Frase).

## Видеография
- 2006 — «Любители адреналина» (уч. MC Молодой)
- 2012 — «Бывшая (Правильно)» (уч. Slim)
- 2012 — «Приглашение на концерт» (уч. «True Star», Грубый Ниоткуда)
- 2012 — «#Давайдосвидания» (уч. Тимати, ST, Nel, L’One, Jenee, Миша Крупин)
- 2012 — «Курю, читаю рэп» (уч. ST, Jenee, 4attyakaTilla)
- 2012 — «Селяви» (уч. «За Полк» (StiP, Chest, Capella)

Видеоклипы с участием 5 Плюх
- 2009 — «Beef» (ST)
- 2009 — «Игра в реальную жизнь» (Смоки Мо и Tony P.)
- 2010 — «Мандарины» (Зануда и П.Ё.С., Тато)
- 2011 — «Те дни» (Centr)
- 2012 — «Собаки Павлова» (Centr)
- 2012 — «Всё будет» (Menace Society и Nike aka Мутный)
- 2013 — «На интерес» (Зануда и Schokk)
- 2013 — «Улица» («Новый Союз» и Slim)
- 2014 — «Rock’N’Roll» (Nel и ST)
- 2014 — «Мы кидаем камни» (Dimi Ya/Schokk)

## Переводы
Фильмы
- 2013 — «Конец света» / «The World’s End»
- 2013 — «Чёрный цезарь» / «Black Caesar»
- 2013 — «Снуп Догг: Перевоплощённый» / «Snoop Dogg: Reincarnated»
- 2013 — «Станция Фрутвейл» / «Fruitvale Station»
- 2014 — «Волк с Уолл-стрит» / «The Wolf of Wall Street»

Стендапы
- 2013 — «Кевин Харт: Дайте объясню» / «Kevin Hart: Let Me Explain»
- 2013 — «Расселл Брэнд: Комплекс Мессии» / «Russell Brand: Messiah Complex»